# Гайбандха (округ)
Гайбандха (бенг. গাইবান্ধা জেলা, англ. Gaibandha District) — округ на севере Бангладеш, в области Рангпур. Образован в 1984 году. Административный центр — город Гайбандха. Площадь округа — 2179 км². По данным переписи 2001 года население округа составляло 2 117 959 человек. Уровень грамотности взрослого населения составлял 24,3 %, что значительно ниже среднего уровня по Бангладеш (43,1 %). Религиозный состав населения: мусульмане — 91,29 %, индуисты — 7,79 %.

## Административно-территориальное деление
Округ состоит из 7 подокругов.
Подокруга (центр)
1. Гайбандха-Садар (Гайбандха)
2. Гобиндагандж (Гобиндагандж)
3. Палашбари (Палашбари)
4. Пхулчхари (Пхулчхари)
5. Садуллапур (Садуллапур)
6. Сугхатта (Сугхатта)
7. Сундаргандж (Сундаргандж)